# الکسیز بلدل
کیمبرلی الکسیز بلدل (به انگلیسی: Kimberly Alexis Bledel) (زاده ۱۶ سپتامبر ۱۹۸۱) بازیگر و مدل آمریکایی است.

## حرفه
او بیشتر به خاطر ایفای نقش روری گیلمور در مجموعه تلویزیونی دختران گیلمور و دختران گیلمور: یک سال در زندگی و لنا کالیگاریس در خواهری از سفر آرزوها و خواهری از سفر آرزوها ۲ شناخته می‌شود. وی همچنین در مجموعه تلویزیونی سرگذشت ندیمه به‌ایفای‌نقش پرداخته‌است.

## فیلم‌شناسی

### فیلم
- راشمور (۱۹۹۸)
- تاک ابدی (۲۰۰۲)
- عروس و تعصب (۲۰۰۴)
- شهر گناه (۲۰۰۵)
- خواهری از سفر آرزوها (۲۰۰۵)
- بزرگنمایی (۲۰۰۶)
- پست‌گرد (۲۰۰۹)
- توطئه‌گر (۲۰۱۰)
- دختر وارد یک بار می‌شود (۲۰۱۱)
- وایولت و دیزی (۲۰۱۱)
- قطعات در هر میلیارد (۲۰۱۳)
- عروسی جنی (۲۰۱۵)
- کریپتو (۲۰۱۹)

### تلویزیون
- دختران گیلمور (۲۰۰۷–۲۰۰۰)
- مد من (۲۰۱۲)
- دختران گیلمور: یک سال در زندگی (۲۰۱۶)
- سرگذشت ندیمه (۲۰۱۷–اکنون)

## جوایز و افتخارات
- برنده جایزه امی ساعت پربیننده برای بهترین بازیگر مهمان زن در مجموعه تلویزیونی درام، سال ۲۰۱۷ برای سریال سرگذشت ندیمه
- نامزد جایزه امی ساعات پربیننده برای بهترین بازیگر نقش مکمل زن در مجموعه تلویزیونی درام، سال ۲۰۱۸ برای سریال سرگذشت ندیمه
- نامزد جایزه امی ساعت پربیننده برای بهترین بازیگر مهمان زن در مجموعه تلویزیونی درام، سال ۲۰۲۰ برای سریال سرگذشت ندیمه
- هشتادوهفتمین زن زیبای سال به انتخاب مجله ماکسیم سال ۲۰۰۵